# Markéta Irglová
Marketa Irglova (Valašské Meziříčí, Checoslovaquia (hoy República Checa) 28 de febrero de 1988) es una compositora y multiinstrumentista que reside en Islandia.
Se hizo conocida en 2006, tras coprotagonizar la película Once con Glen Hansard, al mismo tiempo que lanzaban la banda sonora de dicha película.
Empezó a tocar instrumentos a los siete años, cuando sus padres le regalaron un piano y unas clases. Cuando tenía nueve años, su padre le compró una guitarra, y empezó a tocar canciones que ella sola aprendía de oído. Conoció a Glen Hansard durante una visita del músico a Praga. Inmediatamente empezaron a tocar juntos, y terminaron lanzando el dueto 'The Swell Season', logrando ganar el Óscar a mejor canción en la ceremonia del 2008, por la canción Falling slowly.
En 2011 inició su carrera en solitario con el lanzamiento de su álbum Anar, con un sonido muy soul y donde priman el piano y la batería.
En marzo de 2022, Irglová, como parte de The Swell Season, emprendió una gira por seis ciudades de Estados Unidos. [8] Irglová fue uno de los cinco participantes en Eurovisión Canción CZ 2023, la final nacional de la República Checa para el Festival de la Canción de Eurovisión de ese mismo año 2023. Quedó en cuarto lugar con 1.009 puntos.  Ese mismo año también anunció que Irglová y su coprotagonista en Once, Glen Hansard, se reunirían en una gira mundial. Esta sería la gira más larga juntos desde The Swell Season.

## Premios y distinciones
Premios Óscar
| Año  | Categoría                | Película | Resultado |
| ---- | ------------------------ | -------- | --------- |
| 2008 | Óscar a la mejor canción | Once     | Ganadora  |

## Filmografía
| Año  | Película                             |
| ---- | ------------------------------------ |
| 2007 | Once                                 |
| 2011 | The Swell Season                     |
| 2014 | La canción del mar (Song of the Sea) |
| 2016 | Home Is Here                         |
| 2017 | I Love You Heavenly                  |

## Álbumes
- 2006: The Swell Season
- 2014: Muna
- 2011: Anar
- 2022: Lila
- 2024: Where You Belong